# Фененко Володимир Хомич
Володи́мир Хоми́ч Фене́нко  (*10 лютого 1841 — †27 січня 1916) — судовий діяч, сенатор, член Верховного кримінального суду Російської імперії.
Православний. З дворянського роду Фененків. Народився в маєтку Морозівка (с.Камінь) Кролевецького повіту Чернігівської губернії в родині Кролевецького повітового судді Хоми Олександровича Фененка та його дружини Варвари Олександрівни.
У 1862 році закінчив юридичний факультет Київського Університету Святого Володимира зі званням дійсного студента. Наступного року захистив дисертацію, за яку був удостоєний ступеня кандидата прав.
Державну службу почав у 1862 році, в якості виконуючого обов'язки на посаді судового слідчого 2-го дільниці Орловського повіту, в якій і був затверджений у 1865 році. Наступного року був переведений на ту ж посаду в 2-гу дільницю міста Орла, а у 1867 році призначений товаришем прокурора Орловського окружного суду. У 1870 році був призначений прокурором зазначеного суду, в 1877 році — його головою, а в 1883 році — прокурором Саратовської судової палати. В 1893 році на Володимира Хомича покладено було огляд проваджень Оренбурзької палати кримінального і цивільного суду, судових слідчих і прокурорського нагляду Оренбурзької губернії і судових установлень і прокурорського нагляду Тургайської області, а в наступному році — такий же нагляд по Астраханській губернії.
28 листопада 1894 року призначений сенатором, присутнім у кримінальному касаційному департаменті Сенату. У 1899 році був покликаний до участі у Вищому дисциплінарному присутствії, а в 1902 році і до участі в Сполученому присутствії 1-го і касаційних департаментів для перегляду судових рішень губернських присутствій. У 1912 році був посвячений в дійсні таємні радники.
Помер 27 січня 1916 року в Петрограді. Похований в Орлі. Був неодружений.

## Нагороди
- Орден Святої Анни 2-го ст. (1871)
- Орден Святого Володимира 3-го ст. (1882)
- Орден Святого Станіслава 1-го ст. (1889)
- Орден Святої Анни 1-го ст. (1892)
- Орден Святого Володимира 2-го ст. (1898)
- Орден Білого Орла (1903)
- Орден Святого Олександра Невського (01.01.1907, діамантові знаки до цього ордена пожалувані 20.11.1914)

- медаль «В память царствования императора Александра III»
- медаль «В память 300-летия царствования дома Романовых»
- «Знак отличия беспорочной службы за L лет»
- знак «В память 200-летия Правительствующего Сената»

## Іноземні нагороди
- чорногорський Орден князя Данила I 3-го ст.